# كلودين غاي
كلودين غاي (من مواليد 1970 في مدينة نيويورك، الولايات المتحدة) هي باحثة سياسية أمريكية ومديرة أكاديمية شغلت منصب عميدة الدراسات الاجتماعية وعميدة كلية الآداب والعلوم بجامعة هارفارد، وفيما بعد الرئيس الثلاثين لجامعة هارفارد، وأصبحت أول أميركية سوداء تتقلد هذا المنصب، استقالت من منصبها إثر تعرضها لضغوطات شديد حول مواجهتها كرئيس لجامعة لخطاب معاداة السامية التي شهدتها الجامعات الأميركية في الولايات المتحدة، بين مؤيدين ومعارضين على خلفية الحرب الفلسطينية الإسرائيلية 2023، تم ممارسة تلك الضغوظ التي وصلت للتهديد بالقتل، بسبب اعتبار كلودين غاي المظاهرات الطلابية والأكاديمية الكبيرة المؤيدة للفلسطينيين ضد إسرائيل داخل الحرم الجامعي ضمن نطاق "حرية التعبير".
في ديسمبر 2023، واجه كلودين غاي واثنين من رؤساء الجامعات الآخرين ضغوطًا من الجمهور ومن لجنة في الكونجرس للاستقالة، بسبب ردود الفعل على معاداة السامية في حرمهم الجامعي. واجه جاي أيضًا اتهامات بالسرقة الأدبية، بما في ذلك التحقيق الذي أجرته نفس اللجنة. وفي الشهر التالي استقالت من الرئاسة.